# Loinbruck
Loinbruck ist ein Gemeindeteil der Gemeinde Schwindegg im oberbayerischen Landkreis Mühldorf am Inn.

## Lage

Ortsansicht von Süden

Der Weiler Loinbruck liegt 1,8 Kilometer nordöstlich vom Schloss Schwindegg zwischen dem Kothbach und dem Steeger Bach nördlich der Isen. Er liegt in der Luftlinie 4 Kilometer nördlich der Bundesautobahn 94. Von deren Ausfahrt 16 (Schwindegg) ist Loinbruck auf einer 6 Kilometer langen Fahrt oder über die deren Ausfahrt 17 (Heldenstein) und die Isentalstraße auf einer 9 km langen Fahrt erreichbar.

## Zugehörigkeit
Loinbruck lag früher unmittelbar westlich der Bistumsgrenze zwischen dem Bistum Freising und dem Erzbistum Salzburg sowie der politischen Grenze des Isengaus, die auf der Linie von Gars am Inn über Oberornau und Loinbruck nach Buchbach verlief.
Loinbruck gehörte bis zum 1. Januar 1973 zur Gemeinde Walkersaich. Diese wurde im Zuge der Gebietsreform 1972 mit ihren Teilorten zu Schwindegg eingemeindet.

## St. Martin

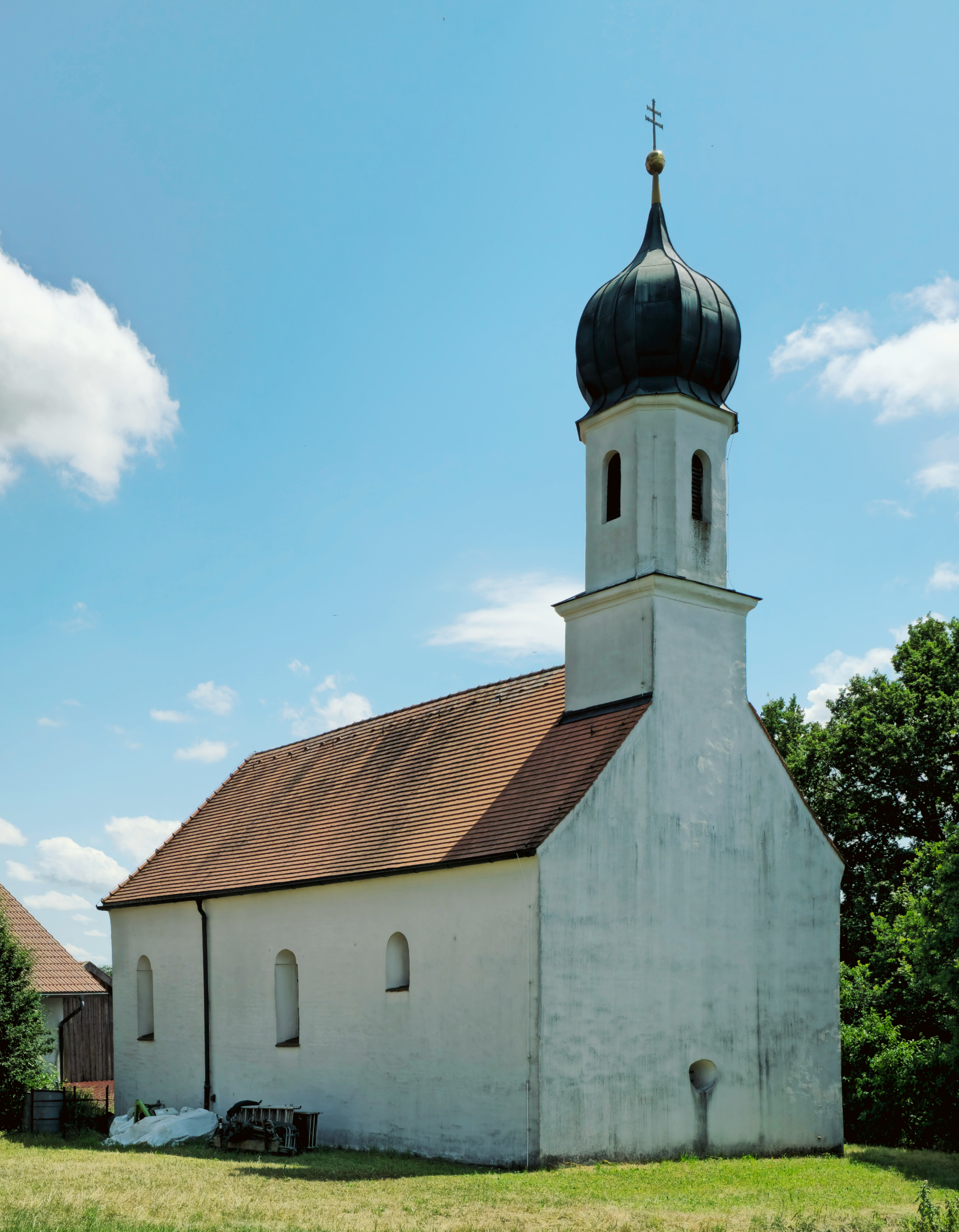
St. Martin

Die katholische Filialkirche St. Martin ist ein kleiner, im Kern romanischer Saalbau mit netzgewölbtem Chor und Westturm. Er wurde im 15. und 17. Jahrhundert verändert und erhielt 1971 eine Flachdecke. Das Kirchengebäude ist mit seiner Ausstattung in die Liste der Baudenkmäler in Schwindegg eingetragen.

## Bevölkerungsentwicklung
In Loinbruck gab es 1871 neun Einwohner. Im Mai 1987 lebten in Loinbruck zehn Einwohner in sechs Wohngebäuden, von denen eines in zwei Wohnungen unterteilt war.
| Jahr      | 1871 | 1925 | 1950 | 1970 | 1987 |
| Einwohner | 15   | 16   | 17   | 16   | 10   |